# Riceova porazdelitev
Riceova porazdelitev je družina zveznih verjetnostnih porazdelitev. Imenuje se po ameriškem začetniku teorije komunikacij in statistiku Stephenu O.Riceu (1907 - 1986).

## Lastnosti

### Funkcija gostote verjetnosti
Funkcija gostote verjetnosti za Riceovo porazdelitev je 
{\displaystyle f(x|\nu ,\sigma )={\frac {x}{\sigma ^{2}}}\exp \left({\frac {-(x^{2}+\nu ^{2})}{2\sigma ^{2}}}\right)I_{0}\left({\frac {x\nu }{\sigma ^{2}}}\right),}
kjer je 
- {\displaystyle J_{0}(z)\!} Besslova funkcija prve vrste ničelnega reda.

Kadar je {\displaystyle \nu =0\!} dobimo Rayleighjevo porazdelitev.

### Zbirna funkcija verjetnosti
Zbirna funkcija verjetnosti je enaka 
{\displaystyle 1-Q_{1}\left({\frac {\nu }{\sigma }},{\frac {x}{\sigma }}\right)}
kjer je 
- {\displaystyle Q_{1}} Marcumova Q-funkcija.

### Pričakovana vrednost
Pričakovana vrednost je enaka 
{\displaystyle \sigma {\sqrt {\pi /2}}\,\,L_{1/2}(-\nu ^{2}/2\sigma ^{2})}.

### Varianca
Varianca je enaka 
{\displaystyle 2\sigma ^{2}+\nu ^{2}-{\frac {\pi \sigma ^{2}}{2}}L_{1/2}^{2}\left({\frac {-\nu ^{2}}{2\sigma ^{2}}}\right)}

### Sploščenost
Sploščenost je zelo komplicirana funkcija.

### Koeficient simetrije
Koeficient simetrije je zelo komplicirana funkcija.

## Momenti
Prvih nekaj momentov je
{\displaystyle \mu _{1}=\sigma {\sqrt {\pi /2}}\,\,L_{1/2}(-\nu ^{2}/2\sigma ^{2})}
{\displaystyle \mu _{2}=2\sigma ^{2}+\nu ^{2}\,}
{\displaystyle \mu _{3}=3\sigma ^{3}{\sqrt {\pi /2}}\,\,L_{3/2}(-\nu ^{2}/2\sigma ^{2})}
{\displaystyle \mu _{4}=8\sigma ^{4}+8\sigma ^{2}\nu ^{2}+\nu ^{4}\,}
{\displaystyle \mu _{5}=15\sigma ^{5}{\sqrt {\pi /2}}\,\,L_{5/2}(-\nu ^{2}/2\sigma ^{2})}
{\displaystyle \mu _{6}=48\sigma ^{6}+72\sigma ^{4}\nu ^{2}+18\sigma ^{2}\nu ^{4}+\nu ^{6}\,}
kjer je
- {\displaystyle L_{\nu }(x)=L_{\nu }^{0}(x)=M(-\nu ,1,x)=\,_{1}F_{1}(-\nu ;1;x)}
- {\displaystyle \nu \!} je parameter porazdelitve

pri tem pa {\displaystyle L_{\nu }\ (x)\!} pomeni Laguerrov polinom.
Kadar je {\displaystyle \nu =1/2\!} velja
{\displaystyle L_{1/2}(x)=\,_{1}F_{1}\left(-{\frac {1}{2}};1;x\right)}
{\displaystyle =e^{x/2}\left[\left(1-x\right)J_{0}\left({\frac {-x}{2}}\right)-xJ_{1}\left({\frac {-x}{2}}\right)\right].}

## Povezave z drugimi porazdelitvami
- Slučajna spremenljivka {\displaystyle R\!} ima Riceovo porazdelitev {\displaystyle R\sim \mathrm {Rice} \left(\sigma ,\nu \right)}, če je {\displaystyle R={\sqrt {X^{2}+Y^{2}}}}, kjer sta {\displaystyle X\sim N\left(\nu \cos \theta ,\sigma ^{2}\right)} in {\displaystyle Y\sim N\left(\nu \sin \theta ,\sigma ^{2}\right)} dve neodvisni in normalno porazdeljeni in je {\displaystyle \theta } realno število.